# ゆいの杜東停留場
ゆいの杜東停留場（ゆいのもりひがしていりゅうじょう）は、栃木県宇都宮市ゆいの杜5丁目にある宇都宮ライトレール宇都宮芳賀ライトレール線の停留場。

## 概要
栃木県道69号宇都宮茂木線と宇都宮市道5991・5992号線との交差点上に建設された。仮称は「テクノポリス東」であった。
本田技研工業の自動車販売代理店、株式会社ホンダカーズ栃木中央が副停留場名称の命名権を購入し、「ホンダカーズ栃木中央 ゆいの杜店前」の副停留場名を付与している。同店はLRT開業記念として、HU300形電車（ライトライン）を模した黄色と黒色のN-VANを展示した。

## 歴史
- 2021年（令和3年）4月23日：停留場名決定[5]。
- 2023年（令和5年）8月26日：開業[3][4]。

## 停留場構造

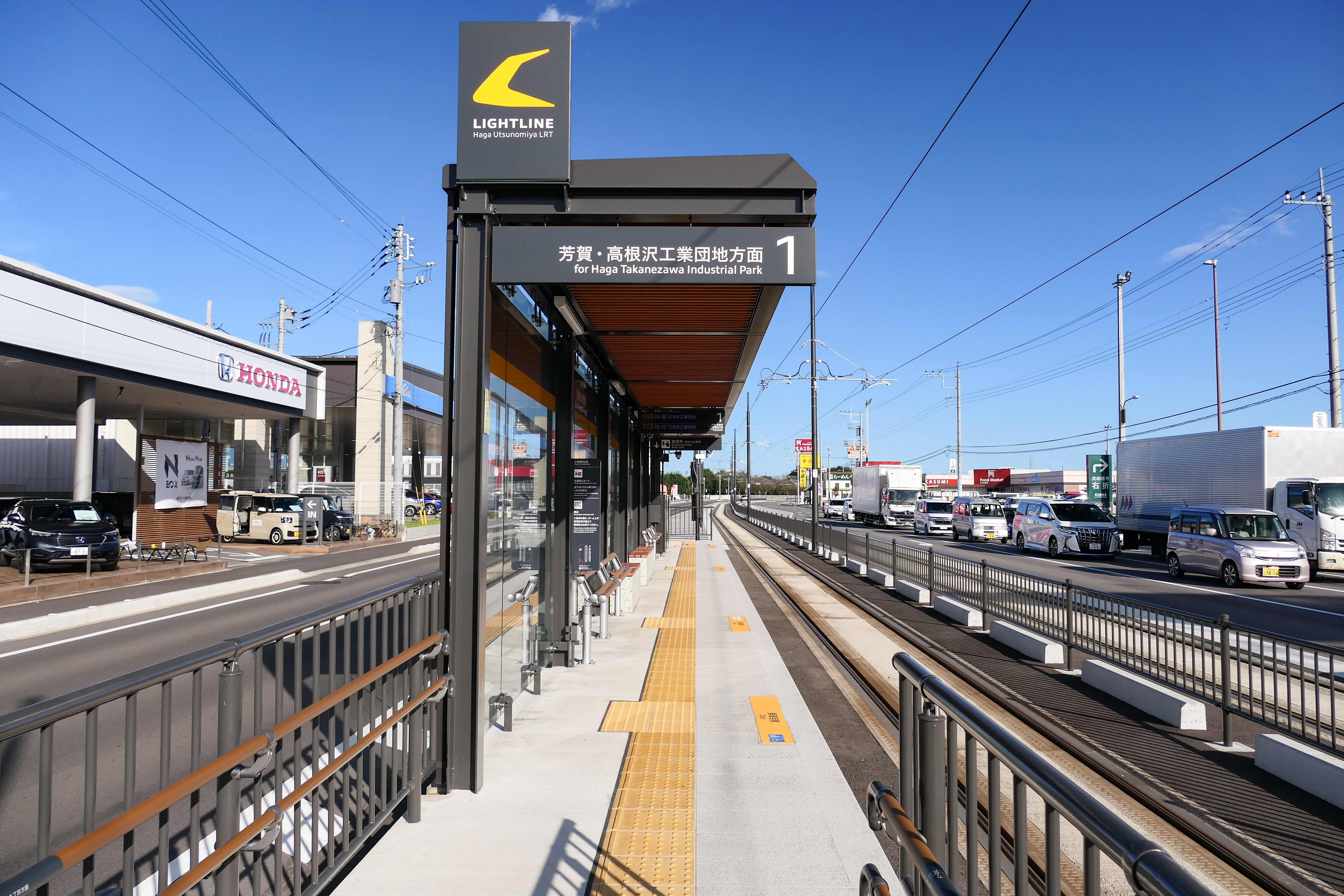
1番線プラットホーム（2023年10月）

千鳥式ホーム2面2線で、交差点の東側に芳賀・高根沢工業団地方面のプラットホームを、西側に宇都宮駅東口方面のプラットホームを配置する。

### のりば
| 番線 | 路線          | 方向 | 行先                     |
| ---- | ------------- | ---- | ------------------------ |
| 1    | ■ライトライン | 下り | 芳賀・高根沢工業団地方面 |
| 2    | ■ライトライン | 上り | 宇都宮駅東口方面         |

## 利用状況
- 2024年2月時点での1日平均乗降人員は平日約400人・休日約200人である[10]。
- 2024年（令和6年）11月第2週の1日平均乗降人員は平日約560人・休日約260人である[11]。

## 停留場周辺
自動車販売店（カーディーラー）などのロードサイド店舗が建つが、停留所の東側には芳賀工業団地が控えることもあって店舗の林立は当停留所付近で途切れる。付近には複合商業施設の「宇都宮テクノポリスショッピングセンター」が設けられている。
- ゆいの杜住宅地
- 宇都宮テクノポリスショッピングセンター
  - カインズ宇都宮テクノ店
  - ウエルシア宇都宮テクノポリス店
  - カスミテクノポリス清原店
- サンクレール本社 - 観光バス・トラック輸送・自動車整備業

## 隣の停留場
宇都宮ライトレール
■宇都宮芳賀ライトレール線
快速（平日朝下りのみ運転）・各停
ゆいの杜中央停留場 (14) - ゆいの杜東停留場 (15) - 芳賀台停留場 (16)